# Timyra orthadia
Timyra orthadia is een vlinder uit de familie van de Lecithoceridae. De wetenschappelijke naam van de soort is voor het eerst geldig gepubliceerd in 1906 door Meyrick.